# Cleadon
Cleadon – wieś w Anglii, w hrabstwie ceremonialnym Tyne and Wear, w dystrykcie metropolitalnym South Tyneside. Leży 14 km na wschód od centrum Newcastle i 392 km na północ od Londynu. W 2001 miejscowość liczyła 4795 mieszkańców.